# Francisco de Palafox y Cardona
Francisco de Palafox y Cardona, cuyo nombre completo era Francisco de Palafox Rebolledo Ximénez de Urrea y Folch de Cardona (Ariza, 30 de abril de 1634 - 16 de octubre de 1696), fue un noble y militar español del reino de Aragón.

## Biografía
Hijo de Juan Ximénez de Urrea Palafox, tercer marqués de Ariza y de María Felipa Folch de Cardona, primogénito del matrimonio, siguió los pasos de su padre. Cuarto marqués de Ariza, se casó en Madrid en 1673 con Francisca de Zúñiga Messia. Estuvo habilitado por el brazo de nobles en las Cortes de Aragón de 1684, donde se ganó la confianza real. Fue miembro del Consejo Supremo de Aragón, nombrado por Carlos II en 1687 como consejero de capa y espada, no en sustitución de su padre, que también lo fue, sino para cubrir por fallecimiento la vacante de José de Funes de Villalpando, marqués de Osera. Además, fue Almirante de Aragón, mayordomo mayor de Carlos II y marqués de Guadalest. Su hijo, Juan Antonio de Palafox Rebolledo y Zúñiga, le sucedió en el título y obtuvo de Felipe V el de grande de España.